# Filopoimen
Filopoimen (grekiska Φιλοποίμην, latin Philopoemen), född 253 f.Kr., död 183 f.Kr., var hellenernas siste store fältherre och statsman.
Han föddes 253 f.Kr. i Megalopolis i Arkadien, och utmärkte sig vid den spartanske kungen Kleomenes III:s angrepp på hans födelsestad och i slaget vid Sellasia 221 f.Kr., där han väsentligen bidrog till den makedoniske kungen Antigonos III Dosons seger över Kleomenes. Filopoimen blev år 208 som strateg ledare av det achaiska förbundet och innehade denna post sammanlagt sju gånger. Han var mer fältherre än statsman, och vinnlade sig i synnerhet om härens organisation. Den första frukten av hans ansträngningar kom år 207 f.Kr., när han vid Mantineia besegrade den spartanske fältherren Machanidas. Fem år därefter, 202, befriade han Messenien från Spartas tyrann Nabis.
Då han kände sig åsidosatt, drog han sig tillbaka till Kreta, men efter sin hemkomst blev han snart åter förbundets ledare, kämpade framgångsrikt mot Nabis och tvingade, sedan Nabis blivit mördad år 192, Sparta att sluta sig till förbundet. Därpå upphävde han Spartas lykurgiska författning år 188. Då spartanerna, som endast ogärna velat finna sig i den underordnade ställning de intog inom förbundet, avföll och därför fick undergå sträng bestraffning av Filopoimen, påkallade de romarnas hjälp. Också gentemot romarna försökte Filopoimen att hävda förbundets självständighet, men understödda av dessa avföll även messenierna från förbundet år 183. Filopoimen drog med en mindre styrka i fält mot dem, men blev överrumplad i närheten av Messene, och togs efter en hård strid till fånga och tvingades tömma giftbägaren.
Filopoimens levnad är skildrad av Plutarchos, som bygger sin skildring på Polybios. Han har kallats "den siste hellenen", och flera grekiska städer reste bildstoder till hans ära. En berömd modern marmorstaty gjord av David d'Angers finns i Louvren.